# R3000
El R3000 es un chipset de microprocesador RISC de 32 bits desarrollado por MIPS Computer Systems que implementó la arquitectura del conjunto de instrucciones MIPS I (ISA). Introducido en junio de 1988, fue la segunda implementación de MIPS, sucediendo al R2000 como el microprocesador insignia de MIPS. Funcionó a 20, 25 y 33.33 MHz. 
El conjunto de instrucciones MIPS 1 es pequeño en comparación con los de las arquitecturas contemporáneas como x86 de Intel y 68000 de Motorola, codifica solo las operaciones más comúnmente utilizadas y admite pocos modos de direccionamiento. Combinado con su longitud de instrucción fija y solo tres tipos diferentes de formatos de instrucción, esta decodificación y procesamiento de instrucciones simplificadas. Empleó una tubería de instrucciones de 5 etapas, lo que permite la ejecución a una velocidad cercana a una instrucción por ciclo, inusual para su tiempo. 
Esta generación de MIPS admite hasta cuatro coprocesadores. Además del núcleo de la CPU, el microprocesador R3000 incluye un procesador de control (CP), que contiene un búfer de traducción Lookaside y una unidad de gestión de memoria. El CP funciona como coprocesador. Además del CP, el R3000 también puede admitir un coprocesador numérico externo R3010 y otros dos coprocesadores externos. 
La CPU R3000 no incluye caché L1. En su lugar, su controlador de caché en chip opera datos externos y cachés de instrucciones de hasta 256 KB cada uno. Puede acceder a ambas cachés durante el mismo ciclo de reloj. 
El R3000 tuvo mucho éxito y fue utilizado por muchas compañías en sus estaciones de trabajo y servidores, incluyendo: 
- Ardent Computer
- Digital Equipment Corporation (DEC) para sus estaciones de trabajo DECstation y servidores DECsystem multiprocesador
- Evans y Sutherland para sus estaciones de trabajo de la serie Vision (ESV)
- MIPS Computer Systems para sus servidores y estaciones de trabajo MIPS RISC / os Unix.
- NEC para sus estaciones de trabajo RISC EWS4800 y servidores UP4800 .
- Prime Computer
- Pyramid Technology
- Seiko Epson
- Silicon Graphics para sus estaciones de trabajo Professional IRIS, Personal IRIS e Indigo, y los sistemas de visualización multiprocesador Power Series
- Sony para su PlayStation y PlayStation 2 (a una frecuencia de reloj de 37.5 MHz para usar como CPU de E/S y a 33.8 MHz para compatibilidad con juegos de PlayStation) consolas de videojuegos y estaciones de trabajo NEWS, así como la unidad de arcade analógica Bemani System 573, que se ejecuta en el R3000A.
- Computadoras en tándem para sus servidores tolerantes a fallas NonStop Cyclone / R y CLX / R
- Whitechapel Workstations para su estación de trabajo Hitech-20
- La sonda New Horizons[2][3][4]

El R3000 también se usó como un microprocesador para dispositivos integrados. Cuando los avances en la tecnología la volvieron obsoleta para los sistemas de alto rendimiento, encontró un uso continuo en diseños de menor costo. Empresas como LSI Logic desarrollaron derivados del R3000 específicamente para sistemas integrados. 
El R3000 fue un desarrollo adicional del R2000 con mejoras menores que incluyen un TLB más grande y un bus más rápido a las cachés externas. La matriz R3000 contenía 115,000 transistores y medía aproximadamente 75,000 milésimas cuadradas (48 mm²). MIPS era una compañía que no fabricaba sus propios semiconductores, por lo que el R3000 fue fabricado por socios de MIPS que incluyen Integrated Device Technology (IDT), LSI Logic, NEC Corporation, Performance Semiconductor y otros. Fue fabricado en un proceso CMOS de 1.2 µm con dos niveles de interconexión de aluminio. 

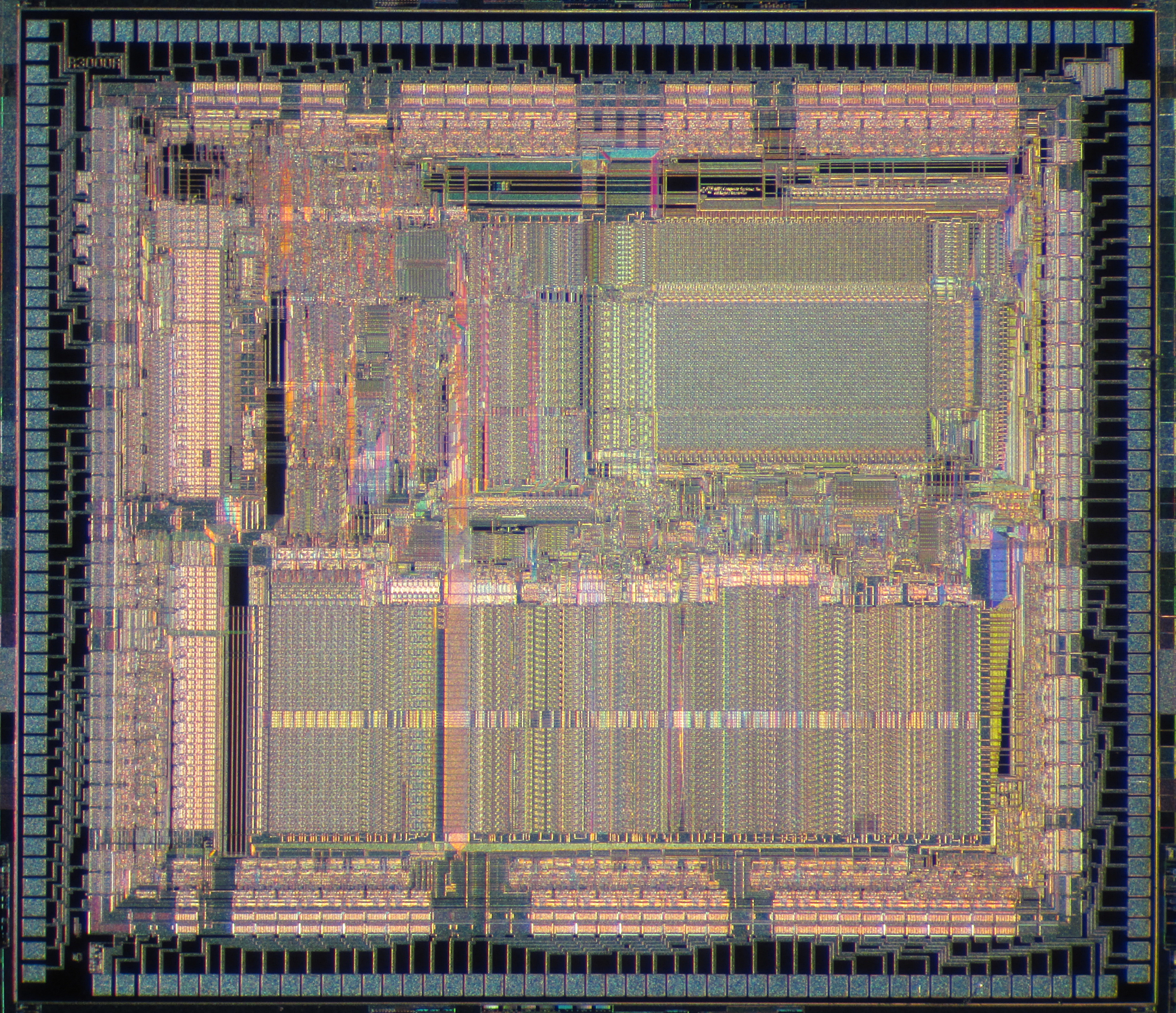
MIPS R3000A troquel

Los derivados del R3000 para aplicaciones no integradas incluyen: 
- R3000A: un nuevo desarrollo de MIPS introducido en 1989. Funcionó a frecuencias de reloj de hasta 40 MHz.
- PR3400: Desarrollado por Performance Semiconductor, introducido en mayo de 1991, también con hasta 40 MHz. Integró el Performance Semiconductor PR3000A y PR3010A en un solo troquel.

Los derivados del R3000 para aplicaciones integradas incluyen: 
- PR31700: Un microcontrolador de 75 MHz de Philips Semiconductors. Fabricado en un proceso de 0.35 μm, en un LQFP de 208 pines, funcionando a 3.3 V y consumiendo 0.35 W.
- RISController: una familia de microcontroladores de gama baja de IDT. Los modelos incluyen R3041, R3051, R3052 y R3081.
- TX3900: Un microcontrolador de Toshiba.
- Mongoose-V: Una CPU de 10–15 MHz endurecida por radiación y expandida para uso en naves espaciales. Aún se usa en aplicaciones como la sonda espacial New Horizons de la NASA.

## Lectura adicional
- Chris Rowen, Mark Johnson, Paul Ries, "El coprocesador de punto flotante MIPS R3010", IEEE Micro, vol. 8, no. 3, pp.   53 – 62, mayo / junio de 1988.

- Datos: Q1243971
- Multimedia: R3000 / Q1243971